# داروين أوليفا
داروين أوليفا (بالإسبانية: Darwin Oliva)‏ (21 مارس 1989 بلا سيبا في هندوراس - ) هو مدرب كرة قدم ولاعب كرة قدم هندوراسي في مركز الهجوم. شارك مع منتخب هندوراس لكرة القدم. أما مع النوادي، فقد لعب مع ميونيسيبال وDeportes Savio F.C. ‏.